# Metal Blade Records
Metal Blade Records er et uafhængigt pladeselskab, som blev grundlagt i 1981 af Brian Slagel. De har kontorer i USA, Tyskland og Japan. Deres distributør i USA er Sony BMG Music Entertainment / RED Distribution.
Bland Metal Blade kunstnere, som har været på Billboard Top 200 er As I Lay Dying, The Black Dahlia Murder, Cannibal Corpse, Fates Warning (det første Metal Blade band som opnåede dette), GWAR, Slayer og Unearth. Det eneste Metal Blade band som har modtaget guld eller platin var Goo Goo Dolls.

## Kunstnere

### Nuværende bands
- Shai Hulud
- Six Feet Under
- The Absence
- This Never Happens
- Amon Amarth
- Ancient
- John Arch
- Armored Saint
- As I Lay Dying
- Behold... The Arctopus
- Beyond the Embrace
- The Black Dahlia Murder
- Cannibal Corpse
- Cellador
- Forever In Terror
- Goatwhore
- I Killed the Prom Queen
- Into the Moat
- Bolt Thrower
- 3
- Job for a Cowboy
- King Diamond
- Whitechapel (Band)
- The Ocean Collective
- Primordial
- Unearth
- Vader
- Tourniquet
- Fates Warning
- Jacob's Dream
- Neal Morse
- Mortification
- Ed Gein
- Lizzy Borden
- From a Second Story Window
- Falconer
- Daysend
- Machinemade God
- In The Flesh
- Psyopus
- Evergreen Terrace
- Chimaira
- Between The Buried And Me

### Tidligere bands
- Cirith Ungol (band)
- Betsy
- Bitch
- Omen
- Cradle of Filth
- Slayer
- Epidemic
- Galactic Cowboys
- Goo Goo Dolls
- GWAR
- Lamb of God
- Skrew
- Spock's Beard
- Immolation
- King's X
- Symphony X
- Mercyful Fate
- Little Caesar
- Winter Solstice